# Rolf Disch

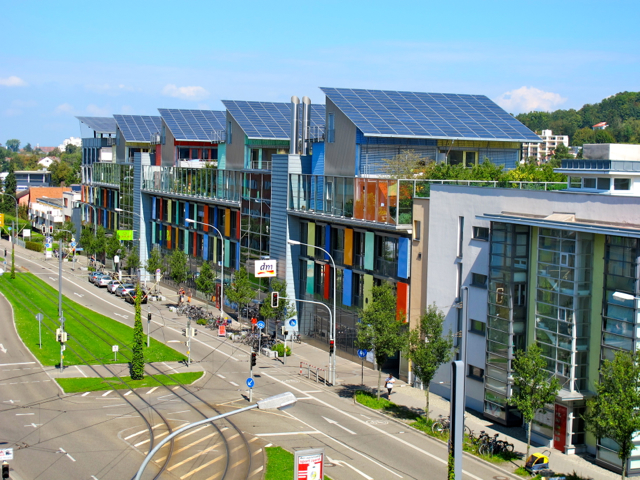
Solarschiff.

Rolf Disch, född 24 januari 1944 i Freiburg im Breisgau är en tysk arkitekt som fokuserar på ekologiskt byggande och arkitektur kopplat till användning av solpaneler (Solararchitektur). Disch har bland annat skapat området Solarsiedlung i stadsdelen Vauban i Freiburg im Breisgau. Han är också skaparen av konceptet plusenergihus.
Disch utbildade sig till snickare och murare och studerade sedan byggteknik och 1969 öppnade han sin arkitektbyrå. Under 1990-talet följde genombrottet med byggnaderna Solarschiff och Heliotrop och området Solarsiedlung. Här applicerades Dischs koncept plusenergihus för första gången på ett helt område.